# El malson de Darwin
El malson de Darwin (Darwin's Nightmare, en anglès) és un documental del 2004 escrit i dirigit per Hubert Sauper sobre els efectes ambientals i socials de la indústria pesquera al voltant del Llac Victòria de Tanzània. Va ser premiat al Festival de Venècia de 2004, i nominat el 2006 per l'Academy Award for Documentary Feature en la seva 78a edició. The Boston Globe el va anomenar "el millor documental de l'any sobre el món animal".

## Argument
El documental comença amb un avió de càrrega aterrant a l'aeroport de Mwanza, Tanzània, prop del Llac Victòria. L'avió ve d'Europa per carregar filets processats de la Perca del Nil, una espècie de peix introduïda al Llac Victòria que ha causat l'extinció de centenars d'espècies endèmiques.
A través d'entrevistes amb la tripulació de l'avió, propietaris de les factories, guàrdies, prostitutes, pescadors i altres habitants, el documental tracta els efectes de la introducció de la perca del Nil al Llac Victòria, com ha afectat l'ecosistema i l'economia de la regió. També tracta la dicotomia entre l'ajuda europea que està sent canalitzada cap a Àfrica per una banda, i el flux inacabable de munició i armes de traficants d'armes europeus per l'altra. Armes i munició sovint són transportades en els mateixos avions que transporten els filets de perca del Nil cap als consumidors europeus, alimentant els mateixos conflictes on s'havia enviat ajuda per posar-hi remei.
Dima, l'enginyer de ràdio de la tripulació, diu en el documental: els nens d'Angola reben pistoles per Nadal, els nens d'Europa reben raïm. Les condicions de vida i treball espantoses de la població local, en què la sanitat bàsica és inexistent i molts nens cauen en les drogues i la prostitució, està cobert a una gran profunditat; ja que la perca del Nil està controlada comercialment, tots els filets de primera són venuts als supermercats europeus, deixant la població local sobrevivint amb les restes de peix que no s'ha utilitzat.
En un punt del film, un predicador local és preguntat si ell està a favor de l'ús del preservatiu per prevenir la SIDA, en el que respon que les relacions sexuals pre-matrimonials són pecat i van en contra de la llei de Déu. Per tant, ell prefereix predicar a la gent que no tinguin relacions sexuals abans del matrimoni. Pel que fa al perquè el peix no pot posar-se a disposició dels nens malnodrits d'Àfrica, un gerent d'una factoria de processament de peix explica: és massa car.

## Premis i nominacions

### Premis
- 2006: César Award a la millor pel·lícula novell.
- 2004: European Film Award al millor documental.

### Nominació
- 2006: Oscar al millor documental